# Tradição do Ipiranga
Tradição do Ipiranga é uma escola de samba de Ribeirão Preto, São Paulo. Localizada na rua Rio Formoso, no bairro do Ipiranga, foi fundada em 1995 e teve seu auge em 2007 quando conquistou o Carnaval em Ribeirão Preto.
Em 2012, foi punida com a perda de pontos na apuração e obteve somente o quinto lugar entre seis escolas que competiram.

## Carnavais
| Ano  | Colocação   | Grupo              | Enredo | Ref.              |
| ---- | ----------- | ------------------ | --- | ----------------- |
| 2002 |             | Especial           | A Tradição é amor e paz                                                                                      | [ 1 ]             |
| 2003 |             | Especial           | Li, ouvi e assisti - "Boa noite Áurea Moretti" - A imprensa está no ar                                       | [ 1 ]             |
| 2004 |             | Especial           | Azam Kenzá Tradição no Reino de Nzinga, a rainha quilombola de Matamba e Angola.                             | [ 1 ]             |
| 2006 |             | Especial           | Lá vem o tio Nata com seu trombone, tocando as conquistas do negros. Parabéns Ribeirão Preto pelos 150 anos. | [ 1 ]             |
| 2007 | Campeã      | Especial           | A mão que planta é a mesma que destrói. Se Deus criou, sendo assim por que não cuidar da sua criação.        | [ 1 ] [ 2 ] [ 4 ] |
| 2008 | Vice-campeã | Especial           | Do frio mistério das crisálidas ao aquecimento global ponta a metamorfose                                    | [ 5 ]             |
| 2009 | 3º lugar    | Especial           | A mão que planta é a mesma que destrói                                                                       | [ 6 ]             |
| 2010 | 4º lugar    | Especial           | Ribeirão Preto: do be-a-bá ao baobá                                                                          | [ 4 ]             |
| 2011 | 6º lugar    | Sub-grupo especial | Sob a luz da Lua: Água, fonte de vida                                                                        |                   |
| 2012 | 5º lugar    | Sub-grupo especial | Tradição é por ti: Portinari                                                                                 | [ 7 ]             |
| 2013 |             |                    | Ipiranga... gente, raça e tradição                                                                           | [ 8 ]             |